# The Damn Truth
The Damn Truth je kanadská rocková kapela z Montréalu. Kapelu tvoří zpěvačka Lee-La Baumová, kytarista Tom Shemer, basák Py Letellier a bubeník Dave Traina. První album s názvem Dear in the Headlights vyšlo vlastním nákladem v roce 2012, následující album Devilish Folk z roku 2016 vyšlo již pod vydavatelstvím Fineline Records. Album Now or Nowhere v roce 2021 stejně jako eponymní album z roku 2025 pak vyšlo pod značkou Spectra Musique. Damn Truth v minulosti jezdili na tour společně s kapelami jako ZZ Top, Styx nebo Rival Sons.

## Historie kapely
Lee-La Baumová poznala Toma Shemera náhodou na hippie festivalu u Galilejského jezera v Izraeli, kde společně jamovali u ohně. Postupně se pak seznámili s Pyem Letellierem a Davem Trainem a založili kapelu.

## Diskografie

### Studiová alba
- Dear In The Headlights (2012)
- Devilish Folk (2016)
- Now Or Nowhere (2021)
- The Damn Truth (2025)